# Barbatia cancellaria
Barbatia cancellaria är en musselart som först beskrevs av Jean-Baptiste Lamarck 1819.  Barbatia cancellaria ingår i släktet Barbatia och familjen Arcidae. Inga underarter finns listade i Catalogue of Life.